# Haruo Arima
Haruo Arima, és un exfutbolista japonès.

## Selecció japonesa
Haruo Arima va disputar 2 partits amb la selecció japonesa.